# Pedaliodiscus
Pedaliodiscus es un género de plantas de flores de la familia Pedaliaceae. Comprende una especie Pedaliodiscus macrocarpus.